# Olympische Sommerspiele 1996/Leichtathletik – Kugelstoßen (Männer)

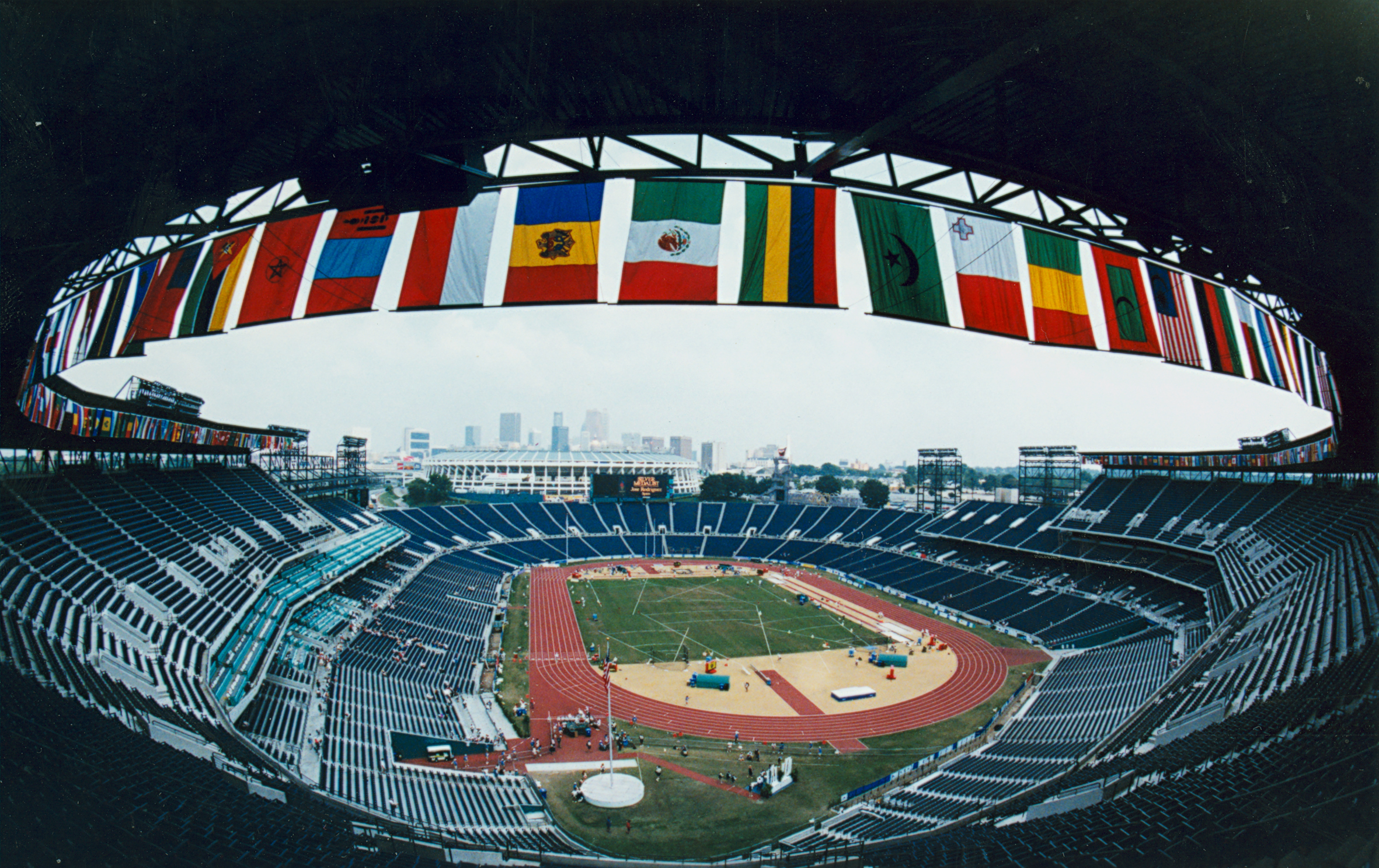
Das Centennial Olympic Stadium von Atlanta im Jahr 1996

Das Kugelstoßen der Männer bei den Olympischen Spielen 1996 in Atlanta wurde am 26. Juli 1996 im Centennial Olympic Stadium ausgetragen. 34 Athleten nahmen teil.
Olympiasieger wurde der US-Amerikaner Randy Barnes. Er gewann vor seinem Landsmann John Godina und dem Ukrainer Oleksandr Bahatsch.
Für Deutschland starteten Oliver-Sven Buder, Michael Mertens und Dirk Urban. Mertens und Urban schieden in der Qualifikation aus. Buder erreichte das Finale und belegte Rang fünf.

Athleten aus der Schweiz, Österreich und Liechtenstein nahmen nicht teil.

## Aktuelle Titelträger
| Olympiasieger 1992                      | Mike Stulce ( USA)            | 21,70 m | Barcelona 1992       |
| Weltmeister 1995                        | John Godina ( USA)            | 21,47 m | Göteborg 1995        |
| Europameister 1994                      | Oleksandr Klymenko ( Ukraine) | 20,78 m | Helsinki 1994        |
| Panamerikanischer Meister 1995          | Cottrell J. Hunter ( USA)     | 20,52 m | Mar del Plata 1995   |
| Zentralamerika und Karibik-Meister 1995 | Yojer Medina ( Venezuela)     | 18,46 m | Guatemala-Stadt 1995 |
| Südamerika-Meister 1995                 | Gert Weil ( Chile)            | 19,02 m | Manaus 1995          |
| Asienmeister 1995                       | Bilal Saad Mubarak ( Katar)   | 18,87 m | Jakarta 1995         |
| Afrikameister 1996                      | Henk Booysen ( Südafrika)     | 17,34 m | Yaoundé 1996         |
| Ozeanienmeister 1994                    | Patrick Hellier ( Neuseeland) | 16,10 m | Auckland 1994        |

## Bestehende Rekorde
| Weltrekord         | 23,12 m | Randy Barnes ( USA)   | Los Angeles, USA          | 20. Mai 1990       |
| Olympischer Rekord | 22,47 m | Ulf Timmermann ( DDR) | Finale OS Seoul, Südkorea | 23. September 1988 |

Der bestehende olympische Rekord wurde bei diesen Spielen nicht erreicht. Der weiteste Stoß gelang dem US-amerikanischen Olympiasieger Randy Barnes, als er im Finale am 26. Juli mit seinem letzten Stoß 21,62 m erzielte. Damit blieb er 85 Zentimeter unter dem Olympia- und 1,50 m unter seinem eigenen Weltrekord.

## Legende
Kurze Übersicht zur Bedeutung der Symbolik – so üblicherweise auch in sonstigen Veröffentlichungen verwendet:
| – | verzichtet |
| x | ungültig   |

Anmerkungen zu zwei Angaben:
- Zeiten: Ortszeit Atlanta (UTC−5)
- Weiten: in Metern (m) angegeben

## Qualifikation
26. Juli 1996, ab 10:05 Uhr
Für die Qualifikation wurden die Athleten in zwei Gruppen gelost. Sieben Springer (hellblau unterlegt) übertrafen die direkte Finalqualifikationsweite von 19,80 m. Damit war die Mindestanzahl von zwölf Finalteilnehmern nicht erreicht. So wurde das Finalfeld mit fünf weiteren Wettbewerbern (hellgrün unterlegt) aus beiden Gruppen nach den nächstbesten Weiten aufgefüllt und es reichten schließlich 19,39 m zur Finalteilnahme.

### Gruppe A

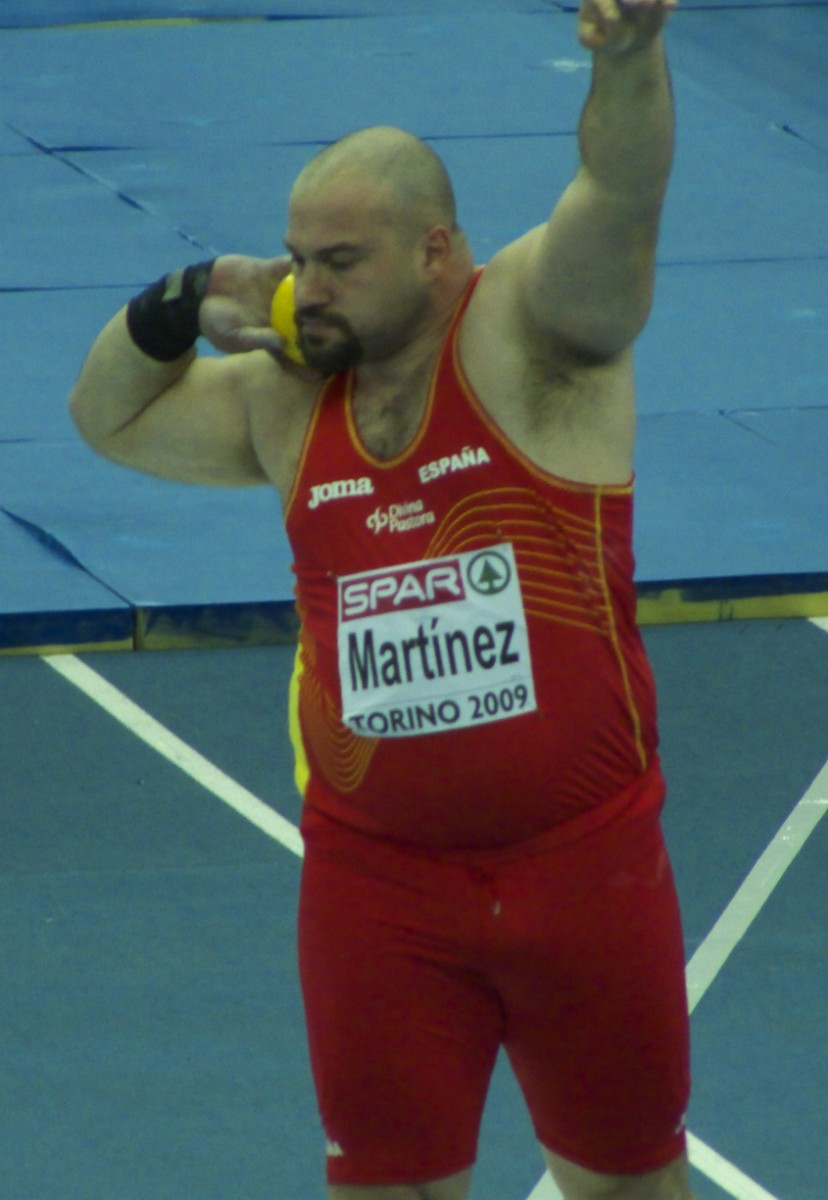
Manuel Martínez – ausgeschieden mit 19,12 m

| Platz | Name                 | Nation             | 1. Versuch | 2. Versuch | 3. Versuch | Weite |
| ----- | -------------------- | ------------------ | ---------- | ---------- | ---------- | ----- |
| 1     | Oliver-Sven Buder    | Deutschland        | 19,76      | 20,43      | –          | 20,43 |
| 2     | Randy Barnes         | USA                | x          | 19,70      | 20,42      | 20,42 |
| 3     | Roman Wirastjuk      | Ukraine            | 19,81      | –          | –          | 19,81 |
| 4     | Dragan Perić         | BR Jugoslawien     | 19,61      | x          | 19,61      | 19,61 |
| 5     | Dsmitryj Hantscharuk | Belarus            | 19,57      | x          | 19,17      | 19,57 |
| 6     | Corrado Fantini      | Italien            | 18,63      | 19,40      | 19,00      | 19,40 |
| 7     | Manuel Martínez      | Spanien            | 19,12      | 18,93      | 18,90      | 19,12 |
| 8     | Michael Mertens      | Deutschland        | 18,57      | 18,90      | 19,07      | 19,07 |
| 9     | Kent Larsson         | Schweden           | 18,60      | 18,86      | 19,05      | 19,05 |
| 10    | Arsi Harju           | Finnland           | 18,56      | 19,01      | x          | 19,01 |
| 11    | Giorgio Venturi      | Italien            | 18,60      | 18,98      | 18,52      | 18,98 |
| 12    | Ilias Louka          | Zypern             | 18,48      | 17,98      | x          | 18,48 |
| 13    | Chima Ugwu           | Nigeria            | 18,39      | 18,35      | 18,33      | 18,39 |
| 14    | Alexei Schidlowski   | Russland           | 17,84      | 18,34      | 18,37      | 18,37 |
| 15    | Saulius Kleiza       | Litauen            | 18,08      | 18,21      | 18,18      | 18,21 |
| 16    | Anthony Leiato       | Amerikanisch-Samoa | 12,28      | x          | 13,02      | 13,02 |
| <NM   | Jenő Kóczián         | Ungarn             | x          | x          | x          | ogV   |
| <NM   | Sergei Rubzow        | Kasachstan         | x          | x          | x          | ogV   |

### Gruppe B

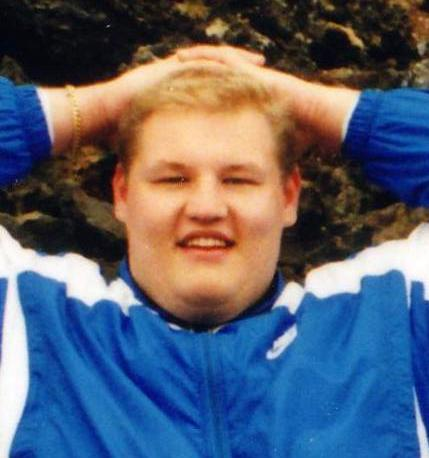
Mika Halvari – ausgeschieden mit 19,37 m

| Platz | Name                | Nation         | 1. Versuch | 2. Versuch | 3. Versuch | Weite |
| ----- | ------------------- | -------------- | ---------- | ---------- | ---------- | ----- |
| 1     | Paolo Dal Soglio    | Italien        | 19,43      | 20,58      | –          | 20,58 |
| 2     | John Godina         | USA            | 20,54      | –          | –          | 20,54 |
| 3     | Oleksandr Bahatsch  | Ukraine        | 20,23      | –          | –          | 20,23 |
| 4     | Cottrell J. Hunter  | USA            | 19,95      | –          | –          | 19,95 |
| 5     | Oleksandr Klymenko  | Ukraine        | 19,11      | 19,45      | x          | 19,45 |
| 6     | Bilal Saad Mubarak  | Katar          | 19,39      | 19,23      | 19,28      | 19,39 |
| 7     | Dirk Urban          | Deutschland    | 19,39      | 18,82      | 19,23      | 19,39 |
| 8     | Mika Halvari        | Finnland       | 19,37      | x          | 18,78      | 19,37 |
| 9     | Jewgeni Paltschikow | Russland       | 18,75      | 18,83      | 18,96      | 18,96 |
| 10    | Miroslav Menc       | Tschechien     | 18,69      | 18,13      | 18,42      | 18,69 |
| 11    | Gert Weil           | Chile          | 18,64      | 18,67      | 18,58      | 18,67 |
| 12    | Yojer Medina        | Venezuela      | x          | 18,49      | 18,53      | 18,53 |
| 13    | Shaun Pickering     | Großbritannien | 18,29      | 18,23      | 17,45      | 18,29 |
| 14    | Michalis Louka      | Zypern         | 18,23      | 18,03      | 18,12      | 18,23 |
| 15    | Khaled al-Khalidi   | Saudi-Arabien  | 18,22      | x          | 17,83      | 18,22 |
| 16    | Bradley Snyder      | Kanada         | 17,98      | x          | x          | 17,98 |
| 17    | Wiktar Bulat        | Belarus        | 16,70      | 16,67      | 17,29      | 17,29 |
| 18    | Sergey Kot          | Usbekistan     | 16,51      | x          | 16,05      | 16,51 |

Bei der Entscheidung über den Finaleinzug ging es zwischen Bilal Saad Mubarak aus Katar und dem Deutschen Dirk Urban sehr eng zu. Beide hatten mit 19,39 m die gleiche Bestweite erreicht. Hier musste also der zweitbeste Stoß entscheiden. Dieser lag für Mubarak bei 19,28 m, für Urban bei 19,23 m. So erreichte Mubarak das Finale und Urban schied aus.

## Finale

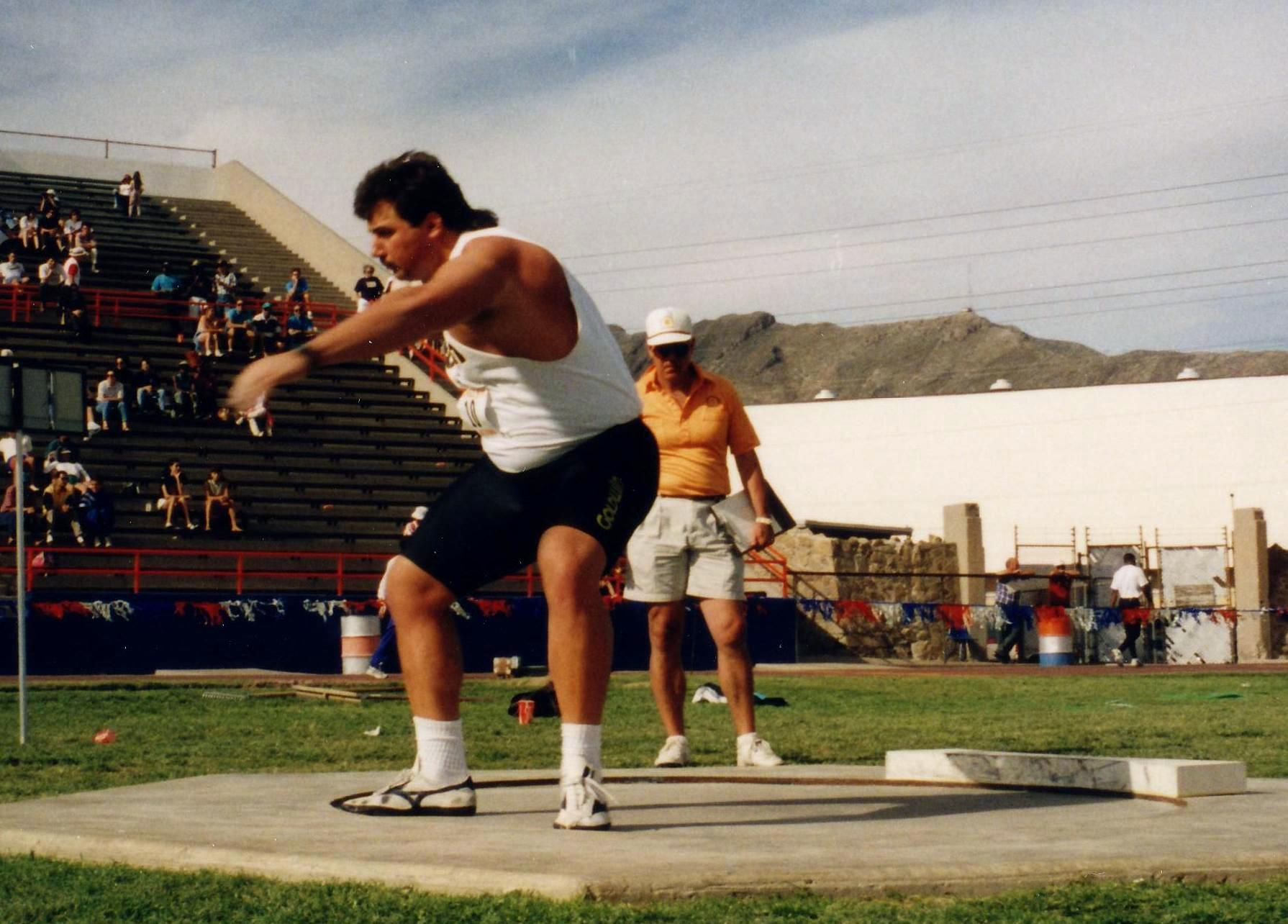
Olympiasieger Randy Barnes

26. Juli 1996, 20:00 Uhr
| Platz | Name                 | Nation         | 1. Versuch | 2. Versuch | 3. Versuch | 4. Versuch                               | 5. Versuch                               | 6. Versuch                               | Endresultat |
| ----- | -------------------- | -------------- | ---------- | ---------- | ---------- | ---------------------------------------- | ---------------------------------------- | ---------------------------------------- | ----------- |
| 1     | Randy Barnes         | USA            | 19,46      | 20,44      | x          | 20,26                                    | 20,32                                    | 21,62                                    | 21,62       |
| 2     | John Godina          | USA            | x          | 19,91      | 19,98      | 20,64                                    | 20,79                                    | x                                        | 20,79       |
| 3     | Oleksandr Bahatsch   | Ukraine        | 20,41      | 20,50      | 20,29      | x                                        | x                                        | 20,75                                    | 20,75       |
| 4     | Paolo Dal Soglio     | Italien        | 20,12      | 20,65      | 19,92      | 20,74                                    | 20,60                                    | x                                        | 20,74       |
| 5     | Oliver-Sven Buder    | Deutschland    | 20,16      | 19,92      | 20,37      | 20,13                                    | 20,51                                    | 19,71                                    | 20,51       |
| 6     | Roman Wirastjuk      | Ukraine        | 19,46      | 19,86      | 20,32      | 20,21                                    | 20,45                                    | x                                        | 20,45       |
| 7     | Cottrell J. Hunter   | USA            | 19,99      | 20,09      | 20,39      | x                                        | 20,25                                    | 20,35                                    | 20,39       |
| 8     | Dragan Perić         | BR Jugoslawien | 19,66      | 19,75      | 19,98      | x                                        | x                                        | 20,07                                    | 20,07       |
|       |                      |                |            |            |            |                                          |                                          |                                          |             |
| 9     | Dsmitryj Hantscharuk | Belarus        | x          | 19,79      | x          | nicht im Finale der besten acht Athleten | nicht im Finale der besten acht Athleten | nicht im Finale der besten acht Athleten | 19,79       |
| 10    | Bilal Saad Mubarak   | Katar          | 19,11      | 19,33      | x          | nicht im Finale der besten acht Athleten | nicht im Finale der besten acht Athleten | nicht im Finale der besten acht Athleten | 19,33       |
| 11    | Corrado Fantini      | Italien        | 19,30      | x          | x          | nicht im Finale der besten acht Athleten | nicht im Finale der besten acht Athleten | nicht im Finale der besten acht Athleten | 19,30       |
| NM    | Oleksandr Klymenko   | Ukraine        | x          | x          | x          | nicht im Finale der besten acht Athleten | nicht im Finale der besten acht Athleten | nicht im Finale der besten acht Athleten | ogV         |

Zwölf Athleten hatten sich für das Finale qualifiziert, sieben über die geforderte Qualifikationsweite und weitere fünf durch ihre Platzierungen. Drei US-Amerikaner, drei Ukrainer und zwei Italiener trafen auf je einen Teilnehmer aus Deutschland, Jugoslawien, Katar und Belarus.
Es gab vor allem drei Kugelstoßer, die als Favoriten für die olympischen Medaillen galten. Dies waren der US-amerikanische Weltrekordler Randy Barnes, der sich bei den letzten Weltmeisterschaften allerdings mit Bronze hatte zufriedengeben müssen, dessen Landsmann John Godina als amtierender Weltmeister und der Ukrainer Oleksandr Bahatsch als WM-Vierter und Vizeeuropameister. Darüber hinaus kamen der finnische Vizeweltmeister Mika Halvari und der ukrainische Europameister Oleksandr Klymenko durchaus als ernstzunehmende Konkurrenten in Frage. Doch Halvari schied bereits in der Qualifikation aus und Klymenko hatte offensichtlich nicht mehr die starke Form aus dem EM-Jahr 1994.
Die Führung in der ersten Runde übernahm mit 20,41 m Bahatsch, der damit vor dem Deutschen Oliver-Sven Buder – 20,16 m – und dem Italiener Paolo Dal Soglio – 20,12 m – lag. Im zweiten Durchgang verbesserte sich Bahatsch auf 20,50 m, fiel jedoch auf Platz zwei zurück, da Dal Soglio 20,65 m erreichte. Barnes kam mit 20,44 m auf Platz drei vor Buder, dem im nächsten Versuch 20,37 m gelangen.
In der vierten Runde baute Dal Soglio mit 20,74 m seine Spitzenposition weiter aus. Godina stieß 20,64 m und setzte sich damit auf den zweiten Platz vor Bahatsch, Barnes und Buder. Buder erreichte im fünften Versuch 20,51 m und zog an Bahatsch vorbei auf den dritten Platz. Aber der Wettbewerb war noch nicht zu Ende und es gab weitere entscheidende Verschiebungen. Zunächst eroberte Godina mit 20,79 m die Führung. Große Veränderungen im Klassement brachte der letzte Durchgang mit sich. Bahatsch erzielte 20,75 m und lag damit vor Dal Soglio und Buder auf Rang zwei hinter Godina, der einen Fehlversuch hatte. Randy Barnes stieß die Kugel schließlich auf 21,62 m und sicherte sich den Olympiasieg mit deutlichem Vorsprung vor John Godina und Oleksandr Bahatsch. Paolo Dal Soglio wurde Vierter vor Oliver-Sven Buder und dem Ukrainer Roman Wirastjuk
Im 23. olympischen Kugelstoßfinale gewann Randy Barnes die sechzehnte Goldmedaille für die USA. Es war zugleich der vierzehnte Doppelerfolg von US-Athleten in dieser Disziplin.
Oleksandr Bahatsch war der erste ukrainische Medaillengewinner im Kugelstoßen.

## Videolinks
- 1996 Atlanta Olympics Games Mens Shot put, youtube.com, abgerufen am 10. Januar 2022
- Randy Barnes - Men's Shot Put - 1996 Olympic Games, youtube.com, abgerufen am 10. Januar 2022
- 6291 Olympic 1996 Shot Put Men John Godina, youtube.com, abgerufen am 10. Januar 2022
- 6292 Olympic 1996 Shot Put Men Oliver-Sven Buder, youtube.com, abgerufen am 10. Januar 2022